# Rappersdorf
Rappersdorf je naselje v Občini Mühldorf v Okraju Špital ob Dravi  na Koroškem v Avstriji.